# Rosengartengruppe

Rosengartengruppe. Historisches Luftbild von Werner Friedli (1957)

Die Rosengartengruppe, meist schlicht Rosengarten (italienisch Catinaccio, ladinisch Ciadenac, Ciadenáze), ist ein Bergmassiv der Dolomiten in Südtirol und im Trentino (Italien). Berühmt ist der Rosengarten für seine von Bozen aus gut sichtbare, markante Gipfelsilhouette und die mit ihm verknüpfte Laurinsage. Seit 2003 gehört der Südtiroler Teil des Hauptkamms zum Naturpark Schlern-Rosengarten; seit 2009 ist die Rosengartengruppe neben acht weiteren Gebieten Teil des Welterbes Dolomiten.

## Etymologie
Der wenig alpin klingende Name Rosengarten, der sowohl für die Rosengartenspitze wie auch für das gesamte Massiv verwendet wird, ist seit der Frühen Neuzeit belegt (so 1506 Kofl am Rosengarten). Er ist weder von einem Garten voller Rosen abgeleitet, wie dies ätiologisch in der Laurinsage berichtet wird, noch von den in der Abenddämmerung bei Sonnenuntergang rot zu glühen scheinenden Felsen, auch wenn diese Motive die Namensgebung nachträglich überformt haben. Sprachforscher vermuten, dass der in Südtirol mehrfach erscheinende Flurname auf das alte Wort ruza zurückgeht, womit eine Geröllhalde bezeichnet wurde. Auch der italienische Name Catinaccio für das Bergmassiv soll nicht, wie oft vermutet, gleichbedeutend sein mit „große, wilde (Berg-)Kette“, sondern vom ladinischen Wort ciadenac stammen, das „Bergkessel“ oder „Geröllkessel“ bedeutet.

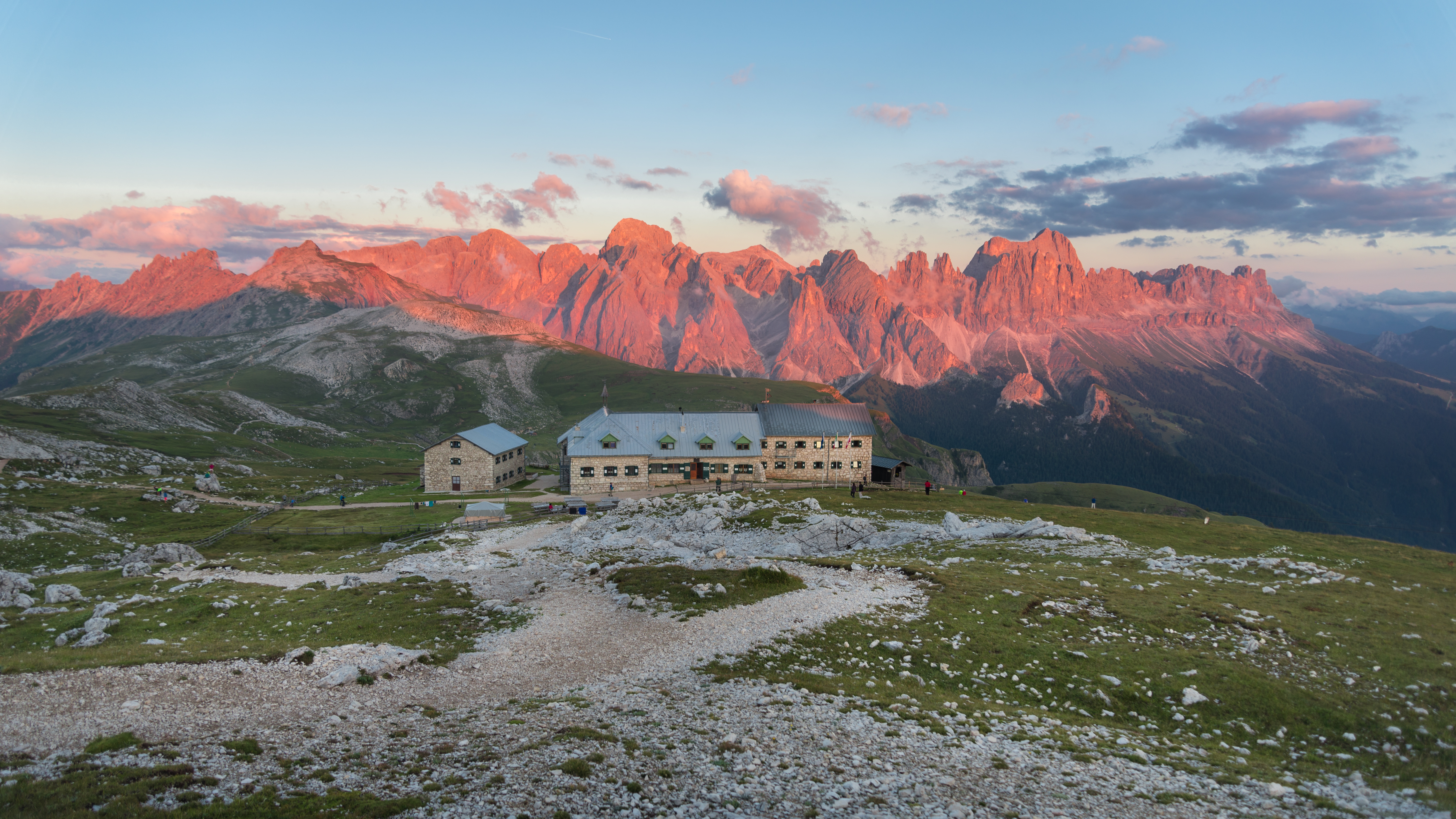
Blick zum Rosengarten im Abendrot vom Schlern aus

## Lage und Gliederung
Der Rosengarten liegt zwischen dem Tierser Tal, dem Eggental und dem Fassatal. Im Norden bildet das Tierser Alpl den Übergang zur Schlerngruppe, mit der der Rosengarten gelegentlich zur Schlern-Rosengarten-Gruppe zusammengefasst wird. Von dort verläuft der markante Hauptkamm in Nord-Süd-Richtung bis zum Karerpass über eine Länge von rund 10 km. Ostseitig zum Fassatal sind dem Hauptkamm mehrere Gebirgsstöcke vorgelagert. Westseitig – an seiner von Bozen gut sichtbaren „Schauseite“ – fällt er relativ abrupt zu einem langen, mittelgebirgigen Höhenzug ab, der sich bis zum Eisacktal hinzieht.

## Gipfel
Die höchste Erhebung ist der Kesselkogel (ital. Catinaccio d’Antermoia) mit einer Höhe von 3004 Metern. Er ist vom Grasleitenpass oder aus dem Antermoia-Tal über einen leichten Klettersteig besteigbar. Die Erstbesteigung erfolgte 1873 durch die Briten C. Comyn Tucker und T. H. Carson mit dem Bergführer A. Bernard.
Der zweithöchste Gipfel der Rosengartengruppe ist die Rosengartenspitze. Sie ist 2981 Meter hoch und liegt in der Mitte des Hauptkamms, der Normalweg hat den zweiten Schwierigkeitsgrad. Über diesen wurde sie erstmals am 31. August 1874 ebenfalls durch C. Comyn Tucker und T. H. Carson mit dem Führer Francois Devouassoud bestiegen.
Weitere Gipfel sind unter anderem:
- Laurinswand (2813 m)
- Tscheiner Spitze (2810 m)
- Rotwand (Roda di Vaèl, 2806 m)

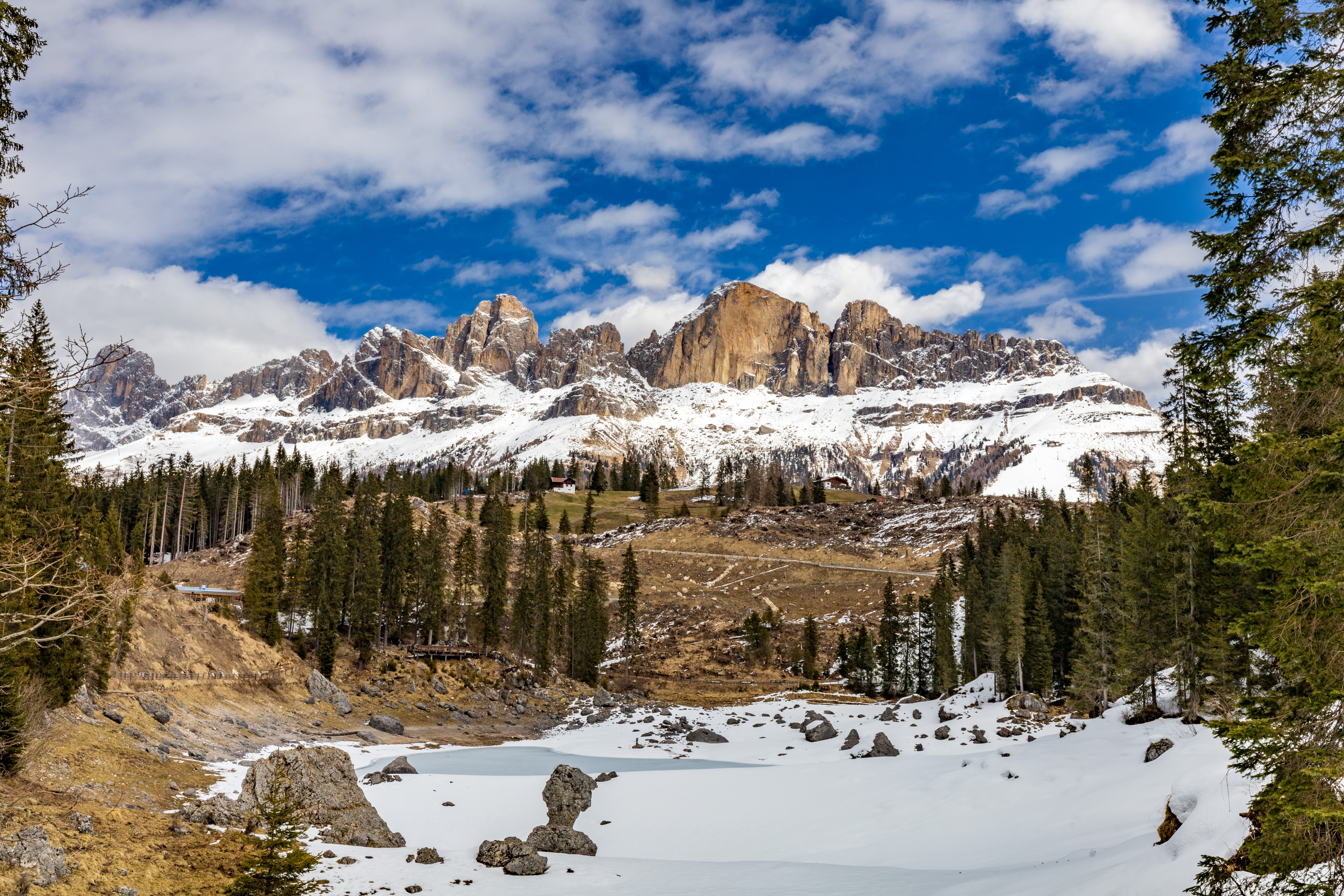
Der Rosengarten vom Karersee aus gesehen

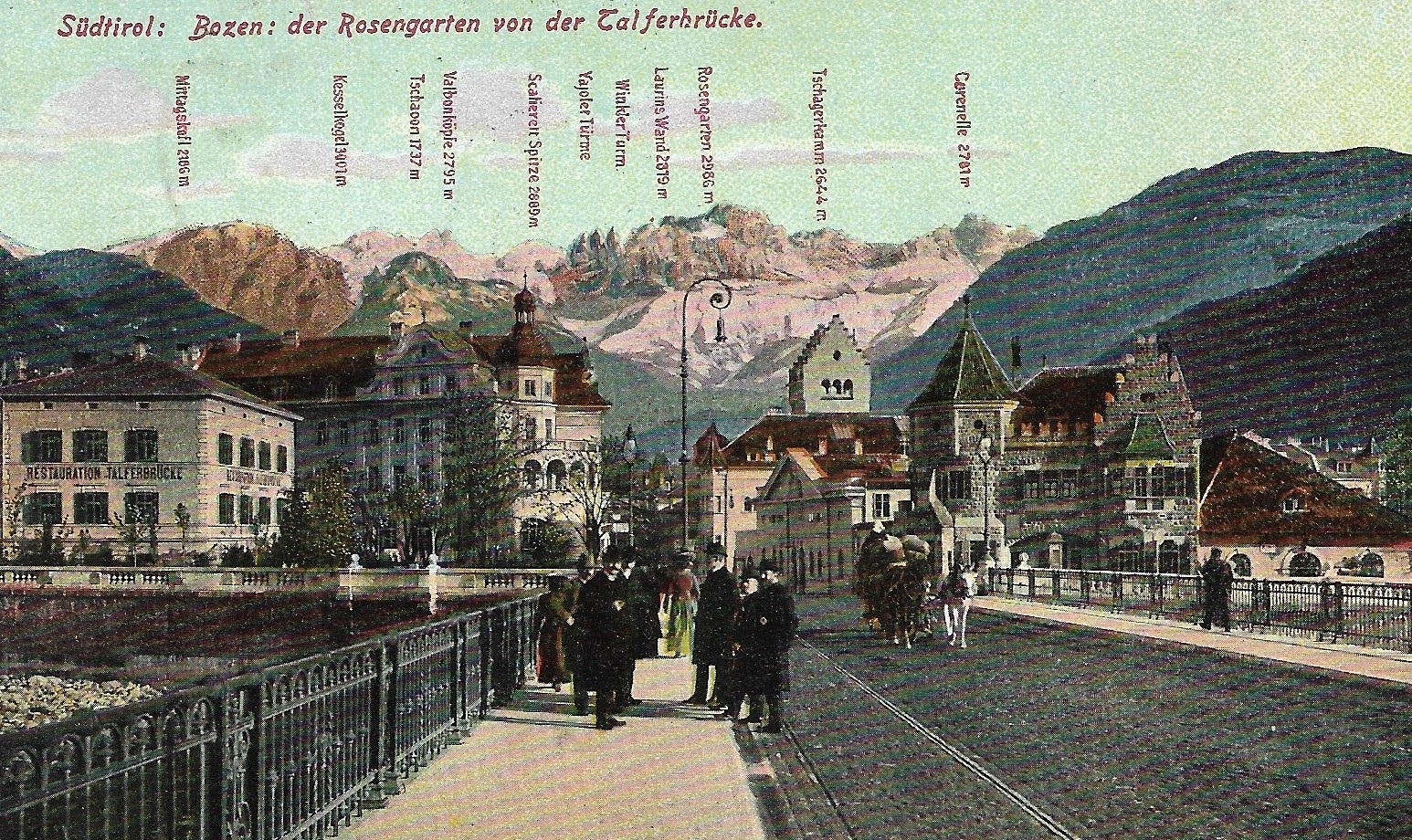
Historische Bozener Ansichtskarte von 1907 mit der Rosengartengruppe im Hintergrund samt Einzelgipfelbezeichnungen

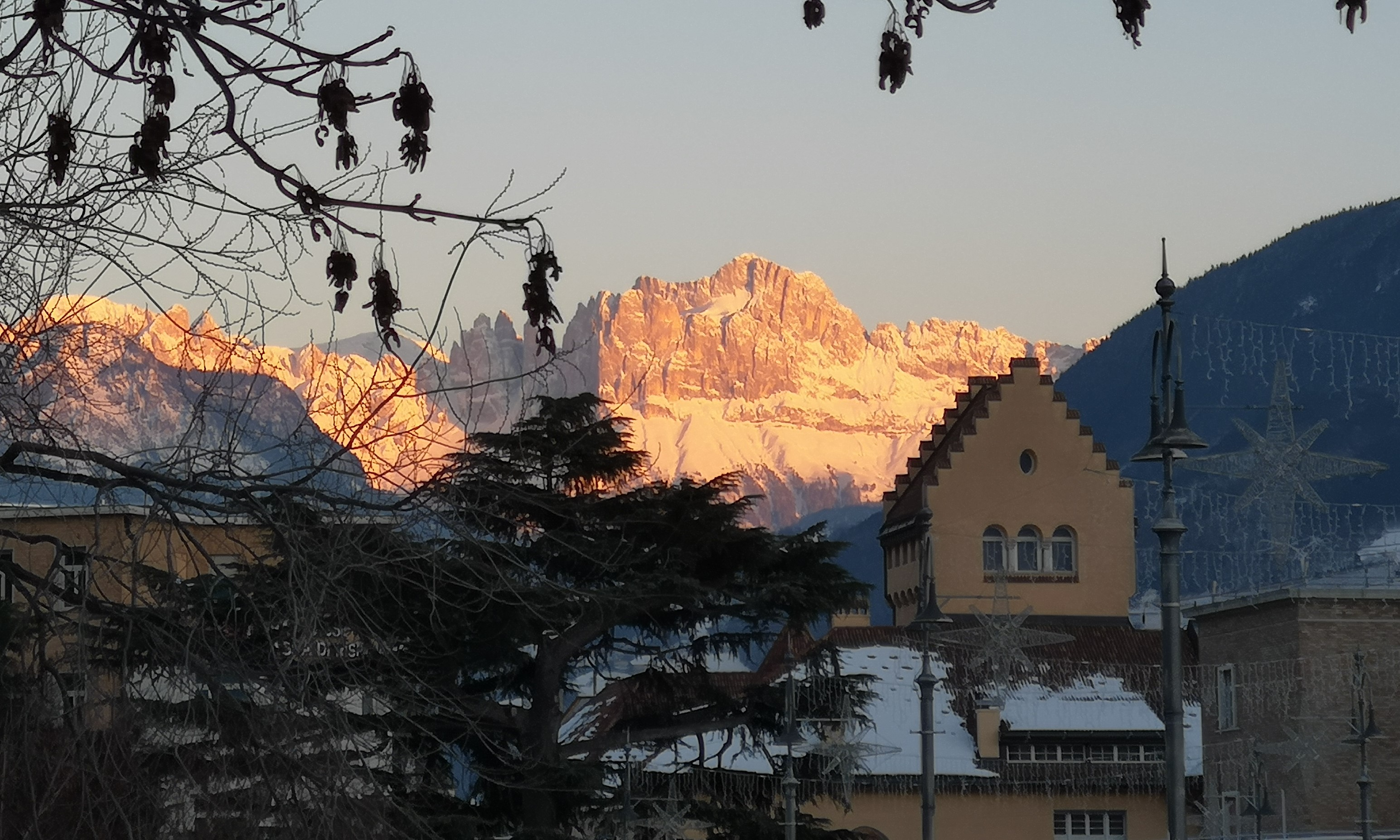
Rosengartenblick von der Talferbrücke in Bozen

- Vajolet-Türme (Torre Principale 2821 m)
- Teufelswand (2727 m)
- Masarégrat (2611 m)
- Fensterlturm (2670 m)

## Berghütten
- Antermoiahütte (Rifugio Antermoia, 2496 m)
- Rifugio Ciampedie (1998 m)
- Gartlhütte (Rifugio Re Alberto I, 2621 m)
- Grasleitenhütte (Rifugio Bergamo, 2129 m)
- Grasleitenpasshütte (Rifugio Passo Principe, 2601 m)
- Paolina-Hütte (Rifugio Paolina, 2147 m)
- Rifugio Paul Preuss (2243 m)
- Rosengartenhütte oder Kölner Hütte (Rifugio A. Fronza, 2337 m)
- Rotwandhütte (Rifugio Roda di Vael, 2283 m)
- Santnerpasshütte (2734 m)
- Tierser-Alpl-Hütte (2438 m)
- Rifugio Vajolet (2246 m)

## Pässe und Übergänge
- Tierser Alpl (2440 m) im Norden
- Grasleitenpass (2599 m)
- Donapass (2500 m)
- Vajoletpass (2549 m)
- Laurinspass (2627 m)
- Santnerpass (2740 m; eigtl. eine Felsschulter der Rosengartenspitze)
- Tschagerjoch (2630 m)
- Vajolonpass (2560 m)
- Karerpass (1758 m) im Süden, und
- Nigerpass (1688 m) an der Westflanke des Massivs.

## Klettersteige
- Kesselkogel-Klettersteig
- Laurenzi-Klettersteig
- Santnerpass-Klettersteig
- Masaré-Klettersteig und Rotwand
- Steig 549/551 „rund um die Rotwand“

## Laurin-Sage
Die Laurin-Sage erklärt das Alpenglühen des Rosengartens (hier Rosadira genannt) als Folge eines Fluchs, bei dem der besiegte Zwergenkönig Laurin den Übergang zwischen Tag und Nacht vergaß (siehe König Laurins Rosengarten).